# Chthamalus hedgecocki
Chthamalus hedgecocki is een zeepokkensoort uit de familie van de Chthamalidae. De wetenschappelijke naam van de soort werd voor het eerst geldig gepubliceerd in 2007 door Pitombo en Burton.